# Zabelsdorf (Zehdenick)
Zabelsdorf ist ein Ortsteil der nordbrandenburgischen amtsfreien Kleinstadt Zehdenick im Landkreis Oberhavel. 
Der etwa 230 Einwohner umfassende Ort befindet sich etwa zehn Kilometer nordwestlich der Stadt an der Kreisstraße 6513. Im Norden wird Zabelsdorf vom Großen Wentowsee begrenzt. Außerdem sind hier mit dem Großen und Kleinen Zabelsdorfer Stich zwei Seen zu finden, die aus ehemaligen Tonstichen entstanden.

## Geschichte
Das Straßendorf ist ursprünglich vermutlich eine wendische Siedlung. Urkundlich erstmals erwähnt wurde Zabelsdorf 1267 als Szabelstorp. 1270 wird der Ort abermals in einer Tauschurkunde zwischen den gemeinsam regierenden Markgrafen Johann II., Otto IV. und Conrad und dem brandenburgischen Bischof Heinrich I. erwähnt. In dieser Urkunde kam Zabelsdorf mit weiteren Gemeinden des Landes Löwenberg gegen Ländereien um Königsberg in der Neumark in den Besitz der brandenburgischen Bischöfe. Bekannt ist, dass in den Jahren 1420, 1422 und 1427 mecklenburgische Raubritter das Dorf überfielen und plünderten. 
Zabelsdorf, das zur Herrschaft Badingen gehörte, wechselte in der Folgezeit noch mehrmals die Lehnsherrn. Ende des 15. Jahrhunderts in den Besitz des mittelmärkischen Adelsgeschlechts von Bredow gekommen, kam die Herrschaft 1536 zwischenzeitlich wieder in den Besitz des brandenburgischen Kurfürsten, der sie aber bereits 1537 an seinen Hofmarschall Adam von Trott weiter verlieh. Nachdem im Jahr 1727 der Lehnsherr Friedrich Wedige von Trott als letzter männlicher Spross der brandenburgischen Trotts gestorben war, wurde die Herrschaft vom brandenburgischen Kurfürsten dann schließlich als erledigtes Lehen eingezogen und in ein königliches Domänenamt umgewandelt. Hierzu zählte nun auch Zabelsdorf. 1745 waren hier 10 Bauern und 5 Kossäten ansässig. 1815 wurde dieses Amt aufgelöst und Zabelsdorf kam zum Amt Zehdenick.
Um 1830 waren etwa 23 Schiffer in Zabelsdorf ansässig. In zwei Gruben wurde Ton abgebaut. 1840 gab es hier 24 Wohnhäuser. Das Dorf wuchs in der Folgezeit relativ schnell. So ist bekannt, dass es 1860 in Zabelsdorf 29 Wohnhäuser und 57 Wirtschaftsgebäude gab. Man hatte eine Getreidemühle (Bockwindmühle) und eine Ziegelei. Aus dem Folgejahr ist bekannt, dass es hier außerdem einen Krämer, einen Zimmermann sowie einen Schmiedemeister gab und zehn Schiffseigentümer mit dazugehörigen Mannschaften sowie ein Gastwirt ansässig waren. Der Lehnschulzengutsbesitzer Wegener wurde 1868 zum stellvertretenden Feuerlösch-Commissarius für den XI. Bezirk des Kreises Templin gewählt.
Im Jahr 1873 kam es dann auch zur Inbetriebnahme einer neuen Ziegelei am Wentow-Kanal. Um 1900 gab es 44 Wohnhäuser und 2 Ziegeleien. 1931 dann 49 Wohnhäuser.
Als Folge des Zweiten Weltkriegs wurden im Rahmen der Bodenreform in der Sowjetischen Besatzungszone 54 Hektar Grundbesitz in Zabelsdorf enteignet und aufgeteilt, wovon 1,5 Hektar an einen landlosen Bauern und 11 Hektar an vier landarme Bauern gingen. 34 Hektar bekam die Gemeinde. In der Folgezeit kam es dann 1956 in Zabelsdorf zur Gründung einer Landwirtschaftliche Produktionsgenossenschaft (LPG) des Typs III, wozu von den Bauern der gesamte landwirtschaftliche Betrieb mit Boden, Vieh, Maschinen und Gebäuden eingebracht werden musste. Zunächst hatte die LPG in Zabelsdorf 21 Mitglieder und 196 Hektar Land. Schon drei Jahre später schloss diese sich aber mit den Landwirtschaftlichen Produktionsgenossenschaften in Altlüdersdorf und Ribbeck zu einer Groß-LPG zusammen.
Am 26. Oktober 2003 wurde Zabelsdorf nach Zehdenick eingemeindet.
Im Jahr 2017 feierte die kleine Gemeinde mehrere große Feste zur 750-jährigen Ersterwähnung.

## Kultur und Sehenswürdigkeiten
Durch seine direkte Lage am Großen Wentowsee ist Zabelsdorf auch als Urlaubsort beliebt. Der Ort hat einige private Unterkünfte zu bieten. 
Sehenswert ist neben der Natur, die Zabelsdorfer Dorfkirche, ein Feldsteinbau aus dem 13. Jahrhundert, welche Mitte des 18. Jahrhunderts erneuert und wiederhergestellt wurde. Deren Kirchgemeinde gehört seit 1976 zum Pfarrsprengel Mildenberg. In unmittelbarer Nähe der Kirche befinden sich zwei Kriegerdenkmäler zum Gedenken der im Ersten und Zweiten Weltkrieg gefallenen Dorfbewohner.